# Первая лига Эстонии по футболу 2016
26-й сезон Первой лиги Эстонии по футболу (Эсилиги) пройдет с 25 февраля по 6 ноября 2016 года, по итогам которого определятся клубы, которые примут участие в высшей лиге в следующем году. Дебютирует в чемпионате клуб «Маарду ЛМ».

## Участники

### Пришли в Эсилигу
| Место | Выбыли из Премиум лиги |
| ----- | ---------------------- |
| 10    | Тулевик (Вильянди)     |

| Место | Вышли из Эсилиги Б |
| ----- | ------------------ |
| 1     | Маарду ЛМ          |
| 2     | Ярве (Кохтла-Ярве) |

### Покинули Эсилигу
| Место | Выбыли в Эсилигу Б |
| ----- | ------------------ |
| 10    | Курессааре         |

| Место | Вышли в Премиум лигу |
| ----- | -------------------- |
| 4     | Тарвас (Раквере)     |

По итогам сезона 2015, Эсилигу также должен был покинуть Вяндра Вапрус, однако 15 декабря, клуб Ирбис из Кивиыли был вынужден сняться с турнира в связи со сложным финансовым положением. Было принято решение оставить Вяндра Вапрус в числе участников Первой лиги, Ирбис продолжит выступление во Второй лиге.
| Клуб                 | Населённый пункт | Стадион                        | Вместимость |
| -------------------- | ---------------- | ------------------------------ | ----------- |
| Вяндра Вапрус        | Вяндра           | Стадион Вяндра                 | 500         |
| Инфонет II           | Таллин           | Стадион Ласнамяэ               | 1 000       |
| Левадия U21          | Таллин           | Стадион Маарьямяэ              | 2 000       |
| Маарду Линнамеэсконд | Маарду           | Стадион Маарду                 | 500         |
| Нымме Калью U21      | Таллин           | Хийу                           | 500         |
| Сантос               | Тарту            | Тамме                          | 1 600       |
| Калев                | Таллин           | Калёви Кекстадион              | 11 500      |
| Тулевик              | Вильянди         | Вильянди                       | 1 800       |
| Флора U21            | Таллин           | Резервное поле А. Ле Кок Арены | 200         |
| Ярве                 | Кохтла-Ярве      | Кохтла-Ярве                    | 2 200       |

## Турнирная таблица
| М  | Команда         | И  | В  | Н | П  | Мячи     | ±   | О  | Примечания                             |
| -- | --------------- | -- | -- | - | -- | -------- | --- | -- | -------------------------------------- |
| 1  | Тулевик         | 36 | 28 | 5 | 3  | 106 − 38 | +68 | 89 | Выход в Премиум лигу                   |
| 2  | Флора U21       | 36 | 20 | 8 | 8  | 78 − 47  | +31 | 68 |                                        |
| 3  | Инфонет II      | 36 | 18 | 2 | 16 | 98 − 81  | +17 | 56 |                                        |
| 4  | Маарду ЛМ       | 36 | 16 | 6 | 14 | 83 − 75  | +8  | 54 | Стыковые матчи за выход в Премиум лигу |
| 5  | Левадия U21     | 36 | 15 | 5 | 16 | 81 − 69  | +12 | 50 |                                        |
| 6  | Сантос          | 36 | 16 | 1 | 19 | 63 − 70  | −7  | 49 |                                        |
| 7  | Калев           | 36 | 13 | 5 | 18 | 56 − 59  | −3  | 44 |                                        |
| 8  | Нымме Калью U21 | 36 | 12 | 5 | 19 | 62 − 86  | −24 | 41 | Стыковые матчи                         |
| 9  | Вяндра Вапрус   | 36 | 9  | 7 | 20 | 49 − 96  | −47 | 34 | Вылет в Эсилигу Б                      |
| 10 | Ярве            | 36 | 8  | 6 | 22 | 42 − 97  | −55 | 30 | Вылет в Эсилигу Б                      |

И — игры, В — выигрыши, Н — ничьи, П — проигрыши, Мячи — забитые и пропущенные голы, ± — разница голов, О — очки

По правилам турнира, дублирующие составы Флоры, Левадии, Инфонета и Нымме Калью не могут переходить в высшую лигу, поскольку там уже играют их основные команды.